# Grafschaft Vianden

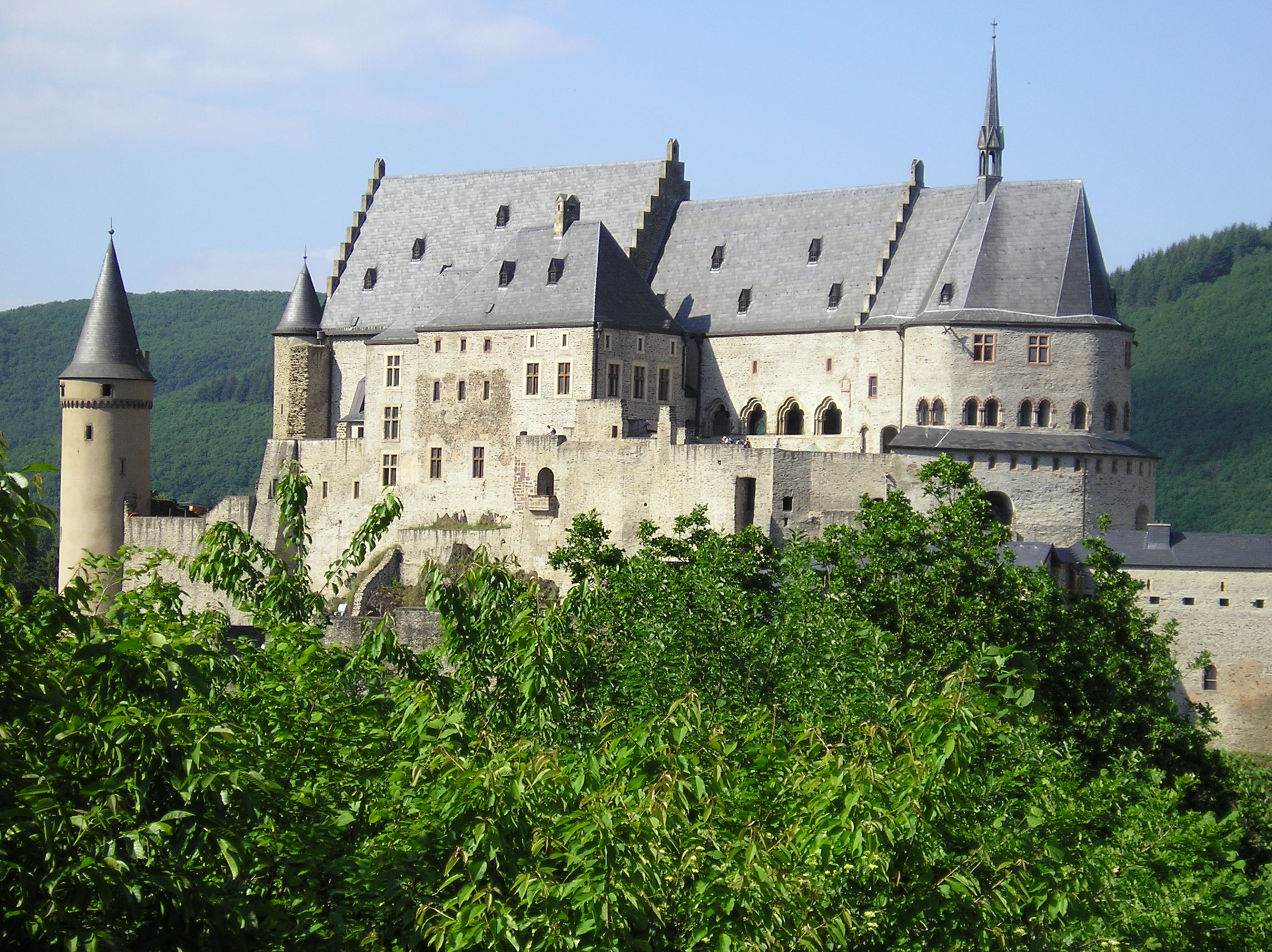
Burg Vianden

Die Grafschaft Vianden entwickelte sich im Hochmittelalter und fiel durch Heirat und nachfolgende Erbschaft im 15. Jahrhundert an das Haus Nassau. Ihre Stammburg, die Burg Vianden, liegt im Kanton Vianden im Norden des heutigen Luxemburg.

## Geschichte
Erstmals erwähnt wird 1090 ein Comes de Vianne namens Bertolf, der wohl dem Hause der Grafen von Hamm und Vögte von Prüm angehörte, welches wiederum von den Grafen des Bidgau abstammte. Laut dem Jesuiten Bertholet stammen die Grafen von Vianden dann von Gerhard von Sponheim ab, dessen Sohn Friedrich I. von Vianden vermutlich der Schwiegersohn Bertolfs war. Jules Vannérus war auch der Meinung, dass Friedrich I. von Vianden ein Schwiegersohn Bertolfs war, jedoch konnte er dessen Familie nicht identifizieren. Detlev Schwennicke hält Gerhard von Sponheim selbst für den Schwiegersohn Bertolfs von Vianden und einen Gerhard II. für dessen Sohn und den Vater Friedrichs I. Neuere Forschung hingegen geht von einer Abstammung in männlicher Linie aus und sieht die Verbindung mit Sponheim in einer späteren Generation zwischen einer Tochter des Grafen Gerhard I. von Vianden und einem Sohn des Grafen Meginhard von Sponheim.
In der Zeit von 1124 bis 1152 trat Friedrich I., Graf von Vianden und Vogt von Prüm, in Erscheinung. Sein Sohn Friedrich II. heiratete Elisabeth, eine Tochter des Grafen Heinrich I. von Salm, wodurch Friedrich auch Graf von Salm in den Ardennen wurde. Kurz darauf bildete sich ein eigener Familienzweig Salm-Vianden. Mit Heinrich I. erlangte die Familie von Vianden ihren Höhepunkt. Durch seine Heirat mit Margarete von Courtenay konnte Heinrich kurze Zeit die Markgrafschaft Namur übernehmen. 1264 kam die Grafschaft Vianden in Lehnsabhängigkeit der Grafen von Luxemburg. Gottfried I. von Vianden war als Vasall des Herzogs von Brabant Teilnehmer an der Schlacht von Worringen. Mit Heinrich II. erlosch 1337 die ältere Familie von Vianden im Mannesstamm. Durch die Heirat von Simon III. von Sponheim-Kreuznach mit der Erbtochter Maria von Vianden 1346 kam die Grafschaft Vianden bis 1417 in die Hände der Grafen von Sponheim. Nach dem Tod von Elisabeth, der letzten Gräfin der vorderen Grafschaft Sponheim, übernahm Engelbert I. von Nassau-Dillenburg die Grafschaft Vianden.

## Territorium
Die Tabelle der zur Grafschaft Vianden gehörenden Orte ist aus verschiedenen Quellen zusammengetragen. Die Ortsnamen in Klammern sind aus einem überlieferten Kataster aus dem Jahr 1771. Die Zuordnung zu dem Verwaltungsbezirken der Meiereien sind einer Aufstellung aus dem Jahr 1832 entnommen. Die Zugehörigkeit zu den Pfarreien stammen aus einer Zusammenstellung des Historikers Fabricius. Alle Pfarreien gehörten zum Erzbistum Trier: Altscheid, Biersdorf, Karlshausen, Mettendorf und Nusbaum zum Dekanat Bitburg; Eisenbach, Fuhren, Geichlingen, Körperich, Kruchten, Roth, Stolzemburg und  Wallendorf zum Dekanat Mersch.
| Ort                           | Meierei     | Pfarrei      | heute                  |
| ----------------------------- | ----------- | ------------ | ---------------------- |
| Altscheid                     | Geckler     | Altscheid    | Altscheid              |
| Ammeldingen (Ameldingen)      | Wallendorf  | Wallendorf   | Ammeldingen an der Our |
| Bauler                        | ?           | Geichlingen  | Bauler                 |
| Berscheid                     | Karlshausen | Karlshausen  | Berscheid              |
| Bettel                        | Geichlingen | Fuhren       | Tandel (Luxemburg)     |
| Biesdorf (Bisdorf)            | Wallendorf  | Wallendorf   | Biesdorf               |
| Bierendorf (Birendorf)        | Lahr        | Mettendorf   | Lahr                   |
| Biwels (Bivels)               | Karlshausen | Fuhren       | Putscheid (Luxemburg)  |
| Brecht                        | Mettendorf  | Wißmannsdorf | Brecht                 |
| Burg                          | Mettendorf  | Mettendorf   | Burg                   |
| Dauwelshausen (Davelshausen)  | Karlshausen | Karlshausen  | Dauwelshausen          |
| Enzen                         | ?           | Nusbaum      | Enzen                  |
| Fuhren                        | Geichlingen | Fuhren       | Tandel (Luxemburg)     |
| Freilingen                    | Freilingen  | Nusbaum      | Nusbaum                |
| Geichlingen                   | Geichlingen | Geichlingen  | Geichlingen            |
| Gemünd                        | Karlshausen | Eisenbach    | Gemünd                 |
| Gentingen                     | Geichlingen | Körperich    | Gentingen              |
| Halsdorf                      | Mettendorf  | Mettendorf   | Halsdorf               |
| Herbstmühle                   | Karlshausen | Karlshausen  | Herbstmühle            |
| Hoesdorf (Hesdorf)            | Wallendorf  | Wallendorf   | Reisdorf (Luxemburg)   |
| Hommerdingen                  | Geichlingen | Kruchten     | Hommerdingen           |
| Hüttingen (Hettingen)         | Lahr        | Mettendorf   | Hüttingen bei Lahr     |
| Karlshausen (Carlshausen)     | Karlshausen | Karlshausen  | Karlshausen            |
| Keppeshausen (Koppeshausen)   | Karlshausen | Stolzemburg  | Keppeshausen           |
| Kewenig (Chevenich)           | ?           | Kruchten     | Körperich              |
| Körperich                     | Geichlingen | Körperich    | Körperich              |
| Kruchten (Cruchten)           | Wallendorf  | Kruchten     | Kruchten               |
| Lahr                          | Lahr        | Mettendorf   | Lahr                   |
| Longsdorf                     | Geichlingen | Fuhren       | Tandel (Luxemburg)     |
| Mettendorf                    | Mettendorf  | Mettendorf   | Mettendorf             |
| Nasingen (Nosing)             | Geckler     | Geichlingen  | Nasingen               |
| Niedergeckler (Niederjeckler) | Geckler     | Mettendorf   | Niedergeckler          |
| Niederraden (Nieder-Raden)    | Geckler     | Mettendorf   | Niederraden            |
| Niedersgegen (Nieder-Gegen)   | Wallendorf  | Körperich    | Körperich              |
| Niederweiler                  | Geckler     | Biersdorf    | Niederweiler           |
| Niehl (Niel)                  | Mettendorf  | Mettendorf   | Niehl                  |
| Nusbaum (Nosbaum)             | Freilingen  | Nusbaum      | Nusbaum                |
| Obergeckler (Oberjeckler)     | Geckler     | Mettendorf   | Obergeckler            |
| Oberraden (Ober-Raden)        | Geckler     | Mettendorf   | Fischbach-Oberraden    |
| Obersgegen (Ober-Gegen)       | Karlshausen | Roth         | Körperich              |
| Rodershausen                  | Karlshausen | Roth         | Rodershausen           |
| Roth                          | Geichlingen | Roth         | Roth an der Our        |
| Scheitenkorb (Schüttenkorf)   | ?           | Karlshausen  | Scheitenkorb           |
| Seimerich                     | Geichlingen | Körperich    | Körperich              |
| Sevenig (Sevenich)            | Karlshausen | Karlshausen  | Sevenig bei Neuerburg  |
| Sinspelt                      | ?           | Mettendorf   | Sinspelt               |
| Wallendorf                    | Wallendorf  | Wallendorf   | Wallendorf             |
| Walsdorf                      | Karlshausen | Fuhren       | Tandel (Luxemburg)     |

## Grafen von Vianden

### Haus Vianden
- Gerhard (um 1100)
  - Gerhard I. von Clerf (1129–1156)
  - Friedrich I. (gen. 1124–1150)
    - Siegfried I. (gen. 1154–1163)
    - Friedrich II. (gen. 1163–1184) ⚭ Elisabeth von Salm
      - Friedrich III. (gen. 1187–1217) ⚭ Mechthild von Neuerburg
        - Heinrich I. (gen. 1214–1252), Nachkommen siehe unten
        - Siegfried II. (gen. 1215–1242)
        - Friedrich I. Herr von Neuerburg ⚭ Cäcilie von Kobern
          - Friedrich II. Herr von Neuerburg ⚭ Irmgard von Esch
            - Friedrich III. Herr von Neuerburg
            - Robin Herr von Kobern ⚭ Elisabeth von Eppstein
            - Dietrich Herr von Brandenburg

        - Gerhard (Anfangs Kleriker), Herr von Hamm ⚭ Ida von Burscheid
        - Mathilde ⚭ 1) mit Graf Lothar I. von Hochstaden, 2) mit Graf Heinrich von Duras und Loos

    - Hermann
    - Wilhelm I. Graf von Niedersalm

  - Gerhard Abt von Prüm und Stavelot-Malmedy
  - Adelheid von Vianden

Grafen von Vianden
- Heinrich I. (gen. 1214–1252) ⚭ Margarete von Courtenay
  - Friedrich † 1247 ⚭ Mathilde von Salm
    - Heinrich von Schönecken 1248–1299, Begründer der Linie Schönecken, die 1370 ausstirbt

  - Peter, Dompropst in Lüttich und Köln
  - Heinrich, Dompropst in Köln, Bischof von Utrecht
  - Philipp I. (gen. 1250–1271) ⚭ Marie von Perwez
    - Heinrich 1262–1270
    - Gottfried I. (gen. 1278–1307)
      - Philipp II. (gen. 1306–1315) ⚭ Adelheid van Arnsberg
        - Heinrich II. (gen. 1317–1337) ⚭ Maria von Dampierre
          - Maria (* um 1337; † 1400), ⚭ Graf Simon III. von Sponheim († 1414)

      - Adelheid († nach 1381), ⚭ Otto II. von Nassau-Siegen († 1350 oder 1351)

    - Margarethe ⚭ Arnold V. von Loon
    - Philip
    - Engine

  - Yolanda
  - Mathildes ⚭ N. von Posaga (?)

### Haus Sponheim
- 1400–1417: Elisabeth von Sponheim-Kreuznach († 1417), ⚭ I) Graf Engelbert III. von der Mark († 1391), ⚭ II) Kurprinz Ruprecht Pipan von der Pfalz († 1397)

### Haus Nassau
- 1417–1442: Engelbert I. von Nassau-Dillenburg (* 1370; † 1442)
- 1442–1475: Johann IV. von Nassau-Dillenburg (* 1410; † 1475)
- 1475–1504: Engelbert II. von Nassau-Dillenburg (* 1451; † 1504)
- 1504–1516: Johann V. von Nassau-Dillenburg (* 1455; † 1516)
- 1516–1538: Heinrich III. von Nassau-Breda (* 1483; † 1538)
- 1538–1544: Renatus von Oranien-Nassau (* 1519; † 1544)
- 1544–1566: Wilhelm I. von Oranien-Nassau (* 1533; † 1584)
  - 1566–1604: Peter Ernst I. von Mansfeld (* 1517; † 1604) (Grafschaft von Philipp II. von Spanien konfisziert)
- 1604–1618: Philipp Wilhelm von Oranien-Nassau (* 1554; † 1618)
- 1618–1625: Moritz von Oranien-Nassau (* 1567; † 1625)
- 1625–1647: Friedrich Heinrich von Oranien-Nassau (* 1584; † 1647)
- 1647–1650: Wilhelm II. von Oranien-Nassau (* 1626; † 1650)
- 1650–1702: Wilhelm III. von Oranien-Nassau (* 1650; † 1702)
- 1702–1711: Johann Wilhelm Friso von Nassau-Dietz (* 1687; † 1711)
- 1711–1751: Wilhelm IV. von Oranien-Nassau (* 1711; † 1751)
- 1751–1795: Wilhelm V. von Oranien-Nassau (* 1748; † 1806)

## Sonstige bekannte Mitglieder des Hauses Vianden
- Gerhard von Vianden (1184–1212), Abt von Prüm und Stavelot-Malmedy
- Heinrich I. (Utrecht) († 1267), Bischof von Utrecht
- Yolanda von Vianden (* um 1231; † 1283), Priorin im Kloster Marienthal
- Adelheid von Vianden († 1376), verheiratete Gräfin von Nassau-Dillenburg, ⚭ Otto II. von Nassau-Siegen

## Nebenlinien
- Schönecken
- Neuerburg
- Hamm
- Brandenburg
- Niedersalm
- Kobern

## Wappen
Das erste Wappen der Grafen von Vianden war: in rot ein silbernes Herzschild. Als Anspruch auf das Erbe der Markgrafschaft Namur, nahm Philipp I. dann das Wappen dieser Grafschaft an: in gold ein schwarzer Löwe, überzogen von einem roten Stab. Sein Sohn Gottfried I. wiederum nahm aus noch nicht ganz geklärten Gründen das Wappen seines mütterlichen Großvaters Gottfried von Löwen, Herr von Perwez an: in rot ein silberner Balken.

Wappen der Grafen von Vianden bis Philipp I., ab dann Wappen der Herren von Brandenburg.
Wappen von Graf Philipp I. von Vianden.
Wappen der Grafen von Vianden ab Gottfried I..